# 原口證
原口證（日語：原口 證 （はらぐち あきら），1946年—），日本東京千葉縣人，精神諮商師，於2006年10月3日背誦圓周率（π）至小數點後 100,000 位。
2005年7月2日，原口證曾背誦出圓周率小數點後面 83,431 位，但在前一天（7月1日）他一開始的 3 分鐘曾出錯一次，必須重來。2006年10月3日上午 9 時，原口證在千葉縣木更津市的一個公共會議大廳開始背誦圓周率，現場有 29 名工作人員和兩名當地教育部門官員輪流監督。主辦單位考量原口年事已高（60 歲），每背誦一、兩個小時休息約 5 分鐘，可以到隔壁的小房間休息或吃飯糰，此一活動一直持續到 4 日凌晨 1 時 28 分，前後共耗時約 16 小時。背誦結束時，原口成功背誦圓周率到小數點後 10 萬位，打破1995年日本大學生後藤裕之所創下的小數點後第 42,195 位。
此外，原口證曾經參加《最強大腦》第二季中日PK戰，在「扇面識別」環節中被來自中國的王昱珩打敗。

## 记忆方法
他记忆那么多位的圆周率数字是利用读音位置转换法来記憶。例如：
- 0 - お、ら、り、る、れ、ろ、おん、おー
- 1 - あ、い、う、え、ひ、び、ぴ、あん、あー、びゃ、ひゃん、びゃ、びゃん

从2至9的每个数字亦都是如此。